# エンリル・ナツィル1世
エンリル・ナツィル1世（Enlil-nasir I、在位：前1479年-前1466年）はアッシリアの王。『アッシリア王名表』には第62代王：プズル・アッシュル（3世）の息子エンリル・ナツィル、13年間統治した、とある。彼の名前はアッシュルで発見された2つの円錐形タブレットに登場している。また、『対照王名表（Synchronistic King list）』にも存在する。しかし対応するバビロニア王の王名は判読不能である。